# Einar Mattsson Byggnads AB
Einar Mattsson Byggnads AB är ett svenskt byggföretag grundat 1935 av Einar Mattsson (1904-2001).
Einar Mattsson arbetade i början av 1930-talet som byggnadsarbetare hos byggmästare Anders Andersson i Södra Ängby i Stockholm. Mattsson grundade bolaget 1935 grundade Mattsson då han blev erbjuden av stadens arkitekt Edvin Engström att själv bebygga villatomten Ängbyhöjden 2 i Södra Ängby.
Från 1940-talet övergick Einar Mattsson Byggnads AB till att uppföra flerbostadshus som sedan dess har varit tyngdpunkten i produktionen.